# Cytisus
Cytisus o el ceticio es un género de arbustos perteneciente a la subfamilia Faboideae, familia Fabaceae. Son naturales de Europa, Oriente Medio y norte de África. Comprende 384 especies descritas y de estas, solo 87 aceptadas.

## Taxonomía
El género fue descrito por René Louiche Desfontaines  y publicado en Flora Atlantica 2: 139. 1798.
Etimología
Cytisus: nombre genérico que deriva de la palabra griega: kutisus, un nombre griego de dos leguminosas, que verosímilmente son una alfafa Medicago arborea L. y un codeso Laburnum anagyroides Medik.

## Especies seleccionadas
- Cytisus aeolicus Guss. ex Lindl.
- Cytisus agnipilus Velen.
- Cytisus arboreus (Desf.) DC.
- Cytisus arcuatus Vuk.
- Cytisus ardoinii E.Fourn.
- Cytisus atleyanus Hort. ex K.Koch
- Cytisus baeticus Steud.
- Cytisus blockii V.I.Krecz.
- Cytisus cantabricus Rchb.
- Cytisus capensis P.J.Bergius
- Cytisus commutatus (Willk.) Briq. = C. ingramii
- Cytisus decumbens Spach
- Cytisus emeriflorus Rchb.
- Cytisus guineensis Schumach. y Thonn.
- Cytisus grandiflorus DC.
- Cytisus hirsutus L. - codeso común, encibar, escobón, estrellada.[5]
- Cytisus ingrami Blakelock
- Cytisus insularis S. Ortiz y Pulgar
- Cytisus laniger (Desf.) DC. - aliaga, aulaga, erguén de Andalucía.[5]
- Cytisus malacitanus Boiss.
- Cytisus maurus Humbert y Maire
- Cytisus multiflorus (Aiton) Sweet
- Cytisus oromediterraneus Rivas Mart. et. al.
- Cytisus patens Murr.
- Cytisus procumbens Spreng.
- Cytisus proliferus L.f. - tagasaste de Canarias[5]
- Cytisus pseudoprocumbens Markgr.
- Cytisus purgans Spach
- Cytisus sauzeanus Burnat ex Briq.
- Cytisus scoparius (L.) Link
- Cytisus sessilifolius L.
- Cytisus striatus (Hill) Rothm.
- Cytisus urumoffii Davidov ex Stoj.
- Cytisus villosus Pourr.
- Cytisus virescens Wohlf.
- Cytisus weissmanni Wettst.
- Cytisus zingeri (Nenukow ex Litv.) V.I.Krecz.
- etc